# Szexferomoncsapdák listája
| A csapda kereskedelmi neve(i):                                                                        | Mely kártevő ellen hatékony  | A faj tudományos neve                    |
| ADOXOMON-BIOTRAP-FW REAGRON-B Almailonka CSALAMON-2 AKRO-PHERON-AL                                    | Almailonca                   | Adoxophyes reticulana Adoxophyes orana   |
| CSALOMON 1                                                                                            | Almafaszitkár                | Synanthedon myopaeformis                 |
| CSALOMON 3                                                                                            | Almalevél-aknázómoly         | Phyllonorycter corylifoliella            |
| REAMOL-LIBLA                                                                                          | Almalevélmoly                | Lithocolletis blancardella               |
| CSALOMON 4                                                                                            | Almalevél-sátorosmoly        | Lithocolletis corilifoliellas            |
| ARCO-PHERON AM BIOTRAP AW CODLEMONE CSALOMON 5 LASPEYRESIA POMONELLA REAGRON CYPOM REAGRON_B ALMAMOLY | Almamoly                     | Laspeyresia pomonella                    |
| SUPER-TRAP                                                                                            | Aszalványmoly                | Plodia interpunctella                    |
| ARCO-PHERON BA CSALOMON 6 PTB REAGRON ALIN REAGRON-B BARACKMOLY                                       | Barackmoly                   | Anarsia lineatella                       |
| ARCO-PHERON BM                                                                                        | Borsómoly                    | Cydia nigricana                          |
| SUPER-TRAP                                                                                            | Datolyamoly                  | Ephestia cautella                        |
| CSALOMON 7                                                                                            | Fenyőilonca                  | Evetria buoliana                         |
| ARCO-PHERON FN                                                                                        | Földközi tengeri narancslégy | Ceratitis capitata                       |
| SUPER TRAP                                                                                            | Fügemoly                     | Ephestia figulella                       |
| CSALOMON 8 DISPARLURE LIMANTRIA DISPAR                                                                | Gyapjaslepke                 | Lymantria dispar                         |
| ARCO-PHERON KG                                                                                        | Káposztamoly                 | Cydia molesta                            |
| CSALOMON 9 ORFAMONE REAMOL- GRAMO                                                                     | Keleti gyümölcsmoly          | Grapholita finebrana                     |
| ARCO-PHERON KG                                                                                        | Keleti gyümölcsmoly          | Grapholita molesta                       |
| CSALOMON 10 REAGRON EFOR REAGRON-B KÉREGMOLY                                                          | Kéregmoly                    | Enarmonia formosana                      |
| SUPER-TRAP                                                                                            | Készletmoly                  | Ephestia elutella                        |
| ARCO-PHERON KF                                                                                        | Kis farágó                   | Zeuzera pyrina                           |
| CSALOMON 11                                                                                           | Kis rügysodró moly           | Recurvaria nanella                       |
| ARCO-PHERON KM                                                                                        | Kukoricamoly                 | Ostrinia nubilalis                       |
| SUPER-TRAP                                                                                            | Lisztmoly                    | Ephestia kuehniella                      |
| CSALOMON 12 REAGRON LESCI REAGRON MALIF                                                               | Lombosfa-fehérmoly           | Leucoptera scitella                      |
| CSALOMON 13                                                                                           | Nagy rügysodró moly          | Recurvaria leucatella                    |
| ARCO-PHERON NS CSALOMON 14 EUPOECELIA AMBIGUELLA REAGRON-AMBI REGARON AMBI                            | Nyerges szőlőmoly            | Clysia ambiguella, Eupoecelia ambiguella |
| CSALOMON 15                                                                                           | Rácsos rétiaraszoló          | Chiasmia clathrata                       |
| CSALOMON 16 ARCO-PHERON ÜR                                                                            | Ribiszkeszitkár              | Synanthedon tipuliformis                 |
| BIOTRAP PW CSALOMON 18 FUNEMONE REAGRON GRAFU REAMOL GRAFU ARCO-PHERON SM                             | Szilvamoly                   | Grapholita funebrana                     |
| CSALOMON 19 REAGRON-B SZŐLŐILONCA                                                                     | Szőlőilonca                  | Sparganothis pilleriana                  |
| ARCO-PHERON TS CSALOMON 20 EGVM LOBESIA BOTRANA REAGRON LOBO REAGRON-B TARKA SZŐLŐMOLY                | Tarka szőlőmoly              | Lobesia botrana                          |
| CSALOMON 21                                                                                           | Tölgyilonca                  | Tortrix viridiana                        |
| ARCO-PHERON ŰA                                                                                        | Üvegszárnyú almafalepke      | Synanthedon myopaeformis                 |
| CSALOMON 22                                                                                           | Almalevél-törpemoly          | Nepticula malella                        |
| ARCO PHERON AL CSALOMON 23                                                                            | Almamagmoly                  | Grapholita loborzewskii                  |
| CSALOMON 24                                                                                           | Aszalványmoly                | Plodia interpunctella                    |
| CSALOMON 24                                                                                           | Lisztmoly                    | Ephestia kuehniella                      |
| CSALOMON 25                                                                                           | Borsómoly                    | Cydia nigricana                          |
| CSALOMON 26                                                                                           | Bundásbogár                  | Epicometis hirta                         |
| CSALOMON 27                                                                                           | Cseresznyelégy               | Ragoletis cerasi                         |
| CSALOMON 28                                                                                           | Darázsfajok                  | Vespa spp.                               |
| CSALOMON 29                                                                                           | Dudvasodrómoly               | Archips podana                           |
| CSALOMON 30                                                                                           | Galagonya-sodrómoly          | Ancylis tineana                          |
| CSALOMON 31                                                                                           | Gyapottok bagolylepke        | Heliothis armigera                       |